# 絲尾大花鮨
絲尾大花鮨，為輻鰭魚綱鱸形目鱸亞目鮨科的其中一種，分布於西印度洋區，從莫三比克至南非東倫敦海域，棲息深度88-183公尺，體長可達37.4公分，為底棲性魚類，屬肉食性，生活習性不明，可做為食用魚。

## 擴展閱讀
維基物種上的相關：絲尾大花鮨